# Décès en octobre 2023
Décès
- 2019
- 2020
- 2021
- 2022
- 2023
- 2024
- 2025
- 2026
- 2027

Pour une information complémentaire, voir la page d'aide.

| Date              | Nom                           | Activités                                                                                     | Âge   | Source |
| ----------------- | ----------------------------- | --------------------------------------------------------------------------------------------- | ----- | ------ |
| 31 octobre        | Lea Ackermann                 | Religieuse catholique allemande.                                                              | 86    | (de)   |
| 31 octobre        | Tyler Christopher             | Acteur américain.                                                                             | 50    | (en)   |
| 31 octobre        | José Luis Dolgetta            | Joueur de football international vénézuélien.                                                 | 53    | (es)   |
| 31 octobre        | Pierre Dutour                 | Trompettiste, chef d'orchestre, arrangeur et compositeur français.                            | 91    |        |
| 31 octobre        | Ernesto Ferrero               | Écrivain italien.                                                                             | 85    | (it)   |
| 31 octobre        | Ken Mattingly                 | Astronaute américain.                                                                         | 87    | (en)   |
| 31 octobre        | Francis Mer                   | Homme politique français.                                                                     | 84    |        |
| 31 octobre        | Fabien Roy                    | Homme politique canadien.                                                                     | 95    |        |
| 31 octobre        | Aldo Vastapane                | Homme d'affaires belge.                                                                       | 97    |        |
| 31 octobre        | Elmar Wepper                  | Acteur allemand.                                                                              | 79    | (de)   |
| 31 octobre        | Kōichi Yamamoto               | Homme politique japonais.                                                                     | 76    | (ja)   |
| 30 octobre        | Walter Adams                  | Athlète ouest-allemand, spécialiste du 800 mètres.                                            | 78    | (de)   |
| 30 octobre        | Umbañ U Kset                  | Chanteur, acteur et réalisateur sénégalais.                                                   | ?     |        |
| 30 octobre        | Jean-Paul Deléage             | Historien, géopolitologue et professeur d'université français.                                | 82    |        |
| 30 octobre        | Peter S. Fischer              | Écrivain, scénariste et réalisateur de télévision américain.                                  | 88    | (en)   |
| 30 octobre        | Vladimir Markelov             | Gymnaste soviétique, champion et médaillé d'argent olympique (1976, 1980).                    | 66    | (ru)   |
| 30 octobre        | István Pásztor                | Homme politique serbe.                                                                        | 67    | (hu)   |
| 30 octobre        | Micaela Pignatelli            | Actrice italienne.                                                                            | 78    | (it)   |
| 30 octobre        | Joseph Sage                   | Artiste lyrique français.                                                                     | 88    |        |
| 29 octobre        | Charlie Aitken                | Footballeur britannique.                                                                      | 81    | (en)   |
| 29 octobre        | René Exbrayat                 | Joueur puis entraîneur français de football.                                                  | 75    |        |
| 29 octobre        | Heath                         | Musicien japonais.                                                                            | 55    | (en)   |
| 29 octobre        | Huguette Maure                | Femme de lettres et journaliste française.                                                    | 90    |        |
| 29 octobre        | Aldo Pifferi                  | Coureur cycliste italien.                                                                     | 85    | (it)   |
| 29 octobre        | Hélène Waysbord-Loing         | Haute fonctionnaire et écrivaine française.                                                   | 86    |        |
| 28 octobre        | Erkki Antila                  | Biathlète finlandais.                                                                         | 69    | (fi)   |
| 28 octobre        | Jim Bennett                   | Conservateur de musée et historien des sciences britannique.                                  | 76    | (en)   |
| 28 octobre        | Daniel Eckenspieller          | Homme politique français.                                                                     | 91    |        |
| 28 octobre        | Saleemul Huq                  | Scientifique bangladais.                                                                      | 71    | (en)   |
| 28 octobre        | Adam Johnson                  | Joueur américain de hockey sur glace.                                                         | 29    | (en)   |
| 28 octobre        | Matthew Perry                 | Acteur américano-canadien.                                                                    | 54    | (en)   |
| 28 octobre        | Mohamed Medjdoub Salguia      | Footballeur international algérien.                                                           | 73    |        |
| 27 octobre        | Anne Heywood                  | Actrice britannique.                                                                          | 91    | (en)   |
| 27 octobre        | Jeannine Leduc                | Femme politique belge.                                                                        | 84    |        |
| 27 octobre        | Li Keqiang                    | Homme d'État chinois.                                                                         | 68    | (en)   |
| 27 octobre        | Viktor Mamatov                | Biathlète soviétique, double champion olympique (1968, 1972).                                 | 86    | (ru)   |
| 27 octobre        | Jean Pellissier               | Skieur-alpiniste italien.                                                                     | 51    | (it)   |
| 27 octobre        | Senno Salzwedel               | Haltérophile est-allemand puis allemand.                                                      | 64    | (de)   |
| 27 octobre        | Julia Sandoval                | Actrice et chanteuse argentine.                                                               | 94/95 | (es)   |
| 27 octobre        | Drawu Rinchen Tsering         | Homme politique tibétain.                                                                     | 93    | (en)   |
| 27 octobre        | Ewald Walch                   | Lugeur autrichien, médaillé d'argent aux Jeux olympiques d'hiver de 1968.                     | 83    | (de)   |
| 26 octobre        | Guy Camberabero               | Joueur français de rugby à XV.                                                                | 87    |        |
| 26 octobre        | Malay Roy Choudhury           | Écrivain indien.                                                                              | 83    | (bn)   |
| 26 octobre        | Jérôme Christ                 | Joueur français de basket-ball.                                                               | 85    |        |
| 26 octobre        | Monique Créteur               | Marionnettiste et metteuse en scène française.                                                | 92    |        |
| 26 octobre        | Goa Gil                       | Disc jockey et organisateur de soirée américain.                                              | 72    | (en)   |
| 26 octobre        | Ryszard Kornacki              | Poète, romancier, essayiste et traducteur polonais.                                           | 83    | (pl)   |
| 26 octobre        | Richard Moll                  | Acteur américain.                                                                             | 80    | (en)   |
| 26 octobre        | Bingo Smith                   | Joueur professionnel américain de basket-ball.                                                | 77    | (en)   |
| 26 octobre        | Rigo Star                     | Guitariste, auteur-compositeur et arrangeur congolais.                                        | 68    |        |
| 25 octobre        | Jean-Paul Bourre              | Poète français.                                                                               | 77    |        |
| 25 octobre        | Giórgos Grammatikákis         | Physicien et homme politique grec.                                                            | 84    | (el)   |
| 25 octobre        | Robert Irwin                  | Artiste américain.                                                                            | 95    | (en)   |
| 25 octobre        | Abdel Kharrazi                | Footballeur marocain.                                                                         | 47    |        |
| 25 octobre        | Youcef Khatib                 | Militaire et médecin algérien.                                                                | 90    |        |
| 25 octobre        | Zdeněk Mácal                  | Chef d'orchestre tchèque.                                                                     | 87    |        |
| 25 octobre        | Anderl Molterer               | Skieur alpin autrichien, médaillé d'argent et de bronze aux Jeux olympiques d'hiver de 1956.  | 92    | (de)   |
| 25 octobre        | Ed Sandford                   | Joueur canadien de hockey sur glace.                                                          | 95    | (en)   |
| 25 octobre        | Yūji Tsushima                 | Homme politique japonais.                                                                     | 93    | (ja)   |
| 24 octobre        | Lily Afshar                   | Guitariste classique iranienne.                                                               | 63    | (fa)   |
| 24 octobre        | Hélène Alarie                 | Agronome, professeure et femme politique canadienne.                                          | 82    |        |
| 24 octobre        | Hans Albert                   | Philosophe allemand.                                                                          | 102   | (de)   |
| 24 octobre        | Ibrahima Kaba Bah             | Enseignant guinéen.                                                                           | 92    |        |
| 24 octobre        | Marcel Berthomé               | Homme politique français.                                                                     | 101   |        |
| 24 octobre        | Christiane Collange           | Journaliste et écrivaine française.                                                           | 92    |        |
| 24 octobre        | Léon Darnis                   | Homme politique français.                                                                     | 95    |        |
| 24 octobre        | Murray Elder                  | Homme politique britannique.                                                                  | 73    | (en)   |
| 24 octobre        | Niels Holst-Sørensen          | Athlète danois.                                                                               | 100   | (da)   |
| 24 octobre        | Ricardo Iorio                 | Musicien et producteur argentin.                                                              | 61    | (es)   |
| 24 octobre        | Wanda Półtawska               | Psychiatre polonaise.                                                                         | 101   | (pl)   |
| 24 octobre        | Richard Roundtree             | Acteur américain.                                                                             | 81    | (en)   |
| 23 octobre        | Robert Ayres                  | Physicien et économiste américain.                                                            | 91    | (en)   |
| 23 octobre        | Yves Beaumier                 | Philosophe et homme politique canadien.                                                       | 80    |        |
| 23 octobre        | Bernard Morel                 | Escrimeur français, médaillé de bronze aux Jeux olympiques d'été de 1952.                     | 98    |        |
| 23 octobre        | Joëlle Robin                  | Actrice française.                                                                            | 99    |        |
| 23 octobre        | Tom Walker                    | Lanceur de baseball américain.                                                                | 74    | (en)   |
| 22 octobre        | Ida Applebroog                | Plasticienne américaine.                                                                      | 93    | (en)   |
| 22 octobre        | Reino Börjesson               | Joueur de football international suédois.                                                     | 94    | (sv)   |
| 22 octobre        | Mounira Chapoutot             | Universitaire et historienne tunisienne.                                                      | 81    |        |
| 22 octobre        | Alfred Kleinermeilert         | Prélat catholique allemand.                                                                   | 95    | (de)   |
| 22 octobre        | Raul Machado                  | Footballeur international portugais.                                                          | 86    | (pt)   |
| 22 octobre        | Anita Summers                 | Économiste américaine.                                                                        | 98    | (en)   |
| 21 octobre        | Leïla Baalbaki                | Romancière libanaise.                                                                         | 89    | (ar)   |
| 21 octobre        | Bobby Charlton                | Footballeur international anglais.                                                            | 86    | (en)   |
| 21 octobre        | Joan Evans                    | Actrice américaine.                                                                           | 89    | (en)   |
| 21 octobre        | Bill Hayden                   | Homme politique australien.                                                                   | 90    | (en)   |
| 21 octobre        | Stephen Kandel                | Scénariste américain.                                                                         | 96    | (en)   |
| 21 octobre        | Joseph Ostermann              | Homme politique français.                                                                     | 85    |        |
| 21 octobre        | Betsy Rawls                   | Golfeuse américaine.                                                                          | 95    | (en)   |
| 21 octobre        | Sergio Staino                 | Auteur de bande dessinée et réalisateur italien.                                              | 83    | (it)   |
| 21 octobre        | Natalie Zemon Davis           | Historienne canadienne.                                                                       | 94    | (en)   |
| 20 octobre        | Hiba Abu Nada                 | Poète et romancière palestinienne.                                                            | 32    | (es)   |
| 20 octobre        | Jean Berteault                | Poète français.                                                                               | 90    |        |
| 20 octobre        | Giambattista Cescutti         | Joueur et entraîneur de basket-ball italien.                                                  | 84    | (it)   |
| 20 octobre        | Melvin Gallant                | Professeur, critique littéraire et écrivain canadien.                                         | 91    |        |
| 20 octobre        | Haydn Gwynne                  | Actrice britannique.                                                                          | 66    | (en)   |
| 20 octobre        | Amber L. Hollibaugh           | Écrivaine, cinéaste et militante féministe américaine.                                        | 77    | (en)   |
| 19 octobre        | Jean-Claude Burckel           | Homme politique français.                                                                     | 88    |        |
| 19 octobre        | Brigitte Buscail-Lipsky       | Peintre franco-allemande.                                                                     | 84    |        |
| 19 octobre        | Pierre Lemoine                | Architecte et militant breton.                                                                | 96    |        |
| 19 octobre        | Teresa Magalhães              | Peintre portugaise.                                                                           | 79    | (pt)   |
| 19 octobre        | Anfisa Reztsova               | Fondeuse et biathlète soviétique puis russe, multiple médaillée olympique (1988, 1992, 1994). | 58    | (ru)   |
| 18 octobre        | Lasse Berghagen               | Chanteur, compositeur, acteur et producteur suédois.                                          | 78    | (sv)   |
| 18 octobre        | Marinette Cueco               | Artiste plasticienne française.                                                               | 89    |        |
| 18 octobre        | Osvaldo Desideri              | Chef décorateur et directeur artistique italien.                                              | 84    | (it)   |
| 18 octobre        | Lydia Kompe                   | Syndicaliste et femme politique sud-africaine                                                 | 88    | (en)   |
| 18 octobre        | Henry Kyemba                  | Homme politique ougandais.                                                                    | 83    | (en)   |
| 18 octobre        | Juanita McNeely               | Artiste peintre américaine.                                                                   | 87    | (en)   |
| 18 octobre        | Heinrich Messner              | Skieur alpin autrichien, double médaillé de bronze olympique (1968, 1972).                    | 84    | (de)   |
| 18 octobre        | Muanda Nsemi                  | Homme politique congolais.                                                                    | 77    |        |
| 18 octobre        | André Palluel-Guillard        | Universitaire et historien français.                                                          | 82    |        |
| 17 octobre        | Dirk Alvermann                | Historien et archiviste allemand.                                                             | 57    | (de)   |
| 17 octobre        | Carla Bley                    | Pianiste, organiste, compositrice et cheffe d'orchestre américaine de jazz.                   | 87    |        |
| 17 octobre        | Aurèle Vandendriessche        | Athlète belge, spécialiste des courses de fond.                                               | 91    | (nl)   |
| 16 octobre        | Martti Ahtisaari              | Homme d'État finlandais.                                                                      | 86    | (en)   |
| 16 octobre        | Francisc Balla                | Lutteur roumain.                                                                              | 90    | (hu)   |
| 16 octobre        | Hatto Beyerle                 | Altiste et chef d'orchestre germano-autrichien.                                               | 90    |        |
| 16 octobre        | Guennadi Gladkov              | Compositeur soviétique puis russe.                                                            | 88    | (ru)   |
| 16 octobre        | Jorge Guillén                 | Joueur de basket-ball espagnol.                                                               | 86    | (es)   |
| 16 octobre        | Jesús Guzmán                  | Acteur et réalisateur de télévision espagnol.                                                 | 97    | (es)   |
| 16 octobre        | Richard Martin                | Directeur de théâtre, metteur en scène, dramaturge, auteur et comédien français.              | 80    |        |
| 16 octobre        | Dimítrios Saláchas            | Archevêque grec.                                                                              | 84    | (el)   |
| 15 octobre        | Yves Lignon                   | Professeur d'université, mathématicien et parapsychologue français.                           | 80    |        |
| 15 octobre        | Joanna Merlin                 | Actrice et directrice de casting américaine.                                                  | 92    | (en)   |
| 15 octobre        | Jacques Pavlovsky             | Photojournaliste français.                                                                    | 92    |        |
| 15 octobre        | Suzanne Somers                | Actrice américaine.                                                                           | 76    |        |
| 14 octobre        | Hédy Attouch                  | Mathématicien français.                                                                       | 74    |        |
| 14 octobre        | Rosetta Cutolo                | Mafieuse italienne.                                                                           | 86    | (it)   |
| 14 octobre        | Bernd-Ulrich Hergemöller      | Historien allemand.                                                                           | 77    | (de)   |
| 14 octobre        | René Serge Larouche           | Homme politique canadien.                                                                     | 79    |        |
| 14 octobre        | Guy Latraverse                | Producteur de télévision canadien.                                                            | 84    |        |
| 14 octobre        | Piper Laurie                  | Actrice américaine.                                                                           | 91    |        |
| 14 octobre        | Carlos Leresche               | Auteur-compositeur franco-suisse.                                                             | 87    |        |
| 14 octobre        | Dariush Mehrjui               | Réalisateur, scénariste et producteur iranien.                                                | 83    | (en)   |
| 14 octobre        | Roméo Savoie                  | Architecte, peintre et poète acadien.                                                         | 95    |        |
| 14 octobre        | Jean-Charles Thomas           | Évêque français.                                                                              | 93    |        |
| 13 octobre        | Mohamadou Abbo Ousmanou       | Homme d'affaires camerounais.                                                                 | 86/87 |        |
| 13 octobre        | Sonia del Rio                 | Danseuse de flamenco québécoise.                                                              | 83    |        |
| 13 octobre        | Robert Demers                 | Avocat, administrateur et financier canadien.                                                 | 86    |        |
| 13 octobre        | Louise Glück                  | Poétesse américaine.                                                                          | 80    |        |
| 13 octobre        | Friedrich Grade               | Ingénieur allemand.                                                                           | 107   |        |
| 13 octobre        | Michel Lapierre               | Écrivain et journaliste québécois.                                                            | 70    |        |
| 13 octobre        | Mourad Abou Mourad            | Militaire palestinien.                                                                        | ?     | (en)   |
| 13 octobre        | Darwin Ortiz                  | Écrivain et prestidigitateuraméricain.                                                        | 85    | (en)   |
| 13 octobre        | Hubert Reeves                 | Astrophysicien, vulgarisateur scientifique et écologiste canadien naturalisé français.        | 91    |        |
| 13 octobre        | Hugh Russell                  | Boxeur irlandais, médaillé de bronze aux Jeux olympiques d'été de 1980.                       | 63    | (en)   |
| 13 octobre        | Jean-Jacques Seymour          | Journaliste et essayiste français.                                                            | 74    |        |
| 12 octobre        | Luis Garavito                 | Tueur en série colombien.                                                                     | 66    |        |
| 12 octobre        | René Garrec                   | Homme politique français.                                                                     | 88    |        |
| 12 octobre        | Gunnar Kaiser                 | Écrivain et blogueur allemand.                                                                | 47    | (de)   |
| 12 octobre        | Alice Mabota                  | Militante des droits de l'homme mozambicaine.                                                 | 74    | (pt)   |
| 12 octobre        | Jean-Roger Milo               | Acteur français.                                                                              | 66    |        |
| 12 octobre        | Hisaya Nakajō                 | Mangaka japonais.                                                                             | 50    | (ja)   |
| 12 octobre        | Lara Parker                   | Actrice américaine.                                                                           | 85    | (en)   |
| 12 octobre        | Guy Ravier                    | Homme politique français.                                                                     | 85    |        |
| 12 octobre        | Foster Stockwell              | Écrivain et historien américain.                                                              | 94    | (en)   |
| 12 octobre        | Andriy Vassylychin            | Général et homme politique ukrainien.                                                         | 90    |        |
| 12 octobre        | Jean-Pierre Versini-Campinchi | Avocat français.                                                                              | 83    |        |
| 11 octobre        | Martin Aigner                 | Mathématicien autrichien.                                                                     | 81    | (de)   |
| 11 octobre        | Douglas Clark                 | Tueur en série américain.                                                                     | 75    | (en)   |
| 11 octobre        | James Matthew Lee             | Homme politique canadien.                                                                     | 86    | (en)   |
| 11 octobre        | Gérard Murillo                | Joueur de rugby à XV français.                                                                | 91    |        |
| 11 octobre        | Aérea Negrot                  | Autrice-compositrice-interprète, chanteuse et DJ vénézuélienne.                               | 43    | (en)   |
| 11 octobre        | Théophile do Rego             | Musicien béninois.                                                                            | 86    |        |
| 11 octobre        | Hans-Werner Schütt            | Historien des sciences allemand.                                                              | 86    | (de)   |
| 10 octobre        | Karthyayani Amma              | Personnalité indienne, ambassadrice du Commonwealth of Learning (en).                         | 101   | (en)   |
| 10 octobre        | Jeff Burr                     | Acteur, scénariste, réalisateur et producteur américain.                                      | 60    | (en)   |
| 10 octobre        | Terry Dischinger              | Joueur de basket-ball américain, champion aux Jeux olympiques d'été de 1960.                  | 82    | (en)   |
| 10 octobre        | Shirley Jo Finney             | Actrice et productrice américaine.                                                            | 74    | (en)   |
| 10 octobre        | Kim Nam-jo                    | Poétesse sud-coréenne.                                                                        | 96    | (ko)   |
| 10 octobre        | Paul Leuquet                  | Dessinateur, poète, peintre et graveur français.                                              | 90    |        |
| 10 octobre        | Louise Meriwether             | Romancière, essayiste, journaliste et militante afro-américaine.                              | 100   | (en)   |
| 10 octobre        | Willy Pfund                   | Homme politique suisse.                                                                       | 84    | (de)   |
| 9 octobre         | Andrea Branzi                 | Architecte et designer italien.                                                               | 84    | (it)   |
| 9 octobre         | Jean-Claude Cassini           | Dessinateur de bande dessinée français.                                                       | 55    |        |
| 9 octobre         | Simone Chapuis-Bischof        | Enseignante et militante suisse.                                                              | 92    |        |
| 9 octobre         | Chuck Feeney                  | Milliardaire et philanthrope irlando-américain.                                               | 92    | (en)   |
| 9 octobre         | Keith Giffen                  | Scénariste et dessinateur de comics américain.                                                | 70    | (en)   |
| 9 octobre         | Gerhard Grimmer               | Fondeur est-allemand, champion du monde du 50 km en 1974.                                     | 80    | (de)   |
| 9 octobre         | Anthony Hickox                | Réalisateur britannique.                                                                      | 64    | (en)   |
| 9 octobre         | Mykhaïlo Holoubovytch         | Acteur soviétique puis russe.                                                                 | 79    | (ru)   |
| 9 octobre         | Jorge Lavelli                 | Metteur en scène de théâtre et d'opéra franco-argentin.                                       | 90    |        |
| 9 octobre         | Brendan Malone                | Entraîneur de basket-ball américain.                                                          | 88    | (en)   |
| 9 octobre         | Henri Serre                   | Acteur français.                                                                              | 92    |        |
| 8 octobre         | Agneta Andersson              | Kayakiste suédoise, multiple médaillée olympique (1984, 1992, 1996).                          | 62    | (se)   |
| 8 octobre         | Myriam Bat-Yosef              | Artiste israélo-islandaise.                                                                   | 92    | (en)   |
| 8 octobre         | Yannick Bodin                 | Homme politique français.                                                                     | 81    |        |
| 8 octobre         | Karlos Callens                | Homme politique belge.                                                                        | 76    | (nl)   |
| 8 octobre         | Aldo Cosentino                | Boxeur français.                                                                              | 75    |        |
| 8 octobre         | Gérard Fenouil                | Athlète français, médaillé de bronze aux Jeux olympiques d'été de 1968.                       | 78    |        |
| 8 octobre         | Bertrand Fessard de Foucault  | Journaliste et diplomate français.                                                            | 80    |        |
| 8 octobre         | Jacques Lucan                 | Architecte, historien, critique et professeur d'architecture français.                        | 75    |        |
| 8 octobre         | Nina Matvienko                | Chanteuse de variétés ukrainienne.                                                            | 75    | (ru)   |
| 8 octobre         | André Monnier                 | Sauteur à ski français.                                                                       | 97    |        |
| 8 octobre         | Didier Mouly                  | Avocat et homme politique français.                                                           | 72    |        |
| 8 octobre         | Herschel Savage               | Réalisateur, producteur et acteur de films pornographiques américain.                         | 70    | (en)   |
| 8 octobre         | László Sólyom                 | Homme d'État hongrois.                                                                        | 81    | (hu)   |
| 8 octobre         | Shinji Tanimura               | Chanteur japonais.                                                                            | 74    | (ja)   |
| 8 octobre         | Tjerk Westerterp              | Journaliste et homme politique néerlandais.                                                   | 92    | (nl)   |
| 8 octobre         | Dunc Wilson                   | Joueur canadien de hockey sur glace.                                                          | 75    | (en)   |
| 8 octobre         | Burt Young                    | Acteur et boxeur américain.                                                                   | 83    | (en)   |
| 7 octobre         | Maarouf al-Bakhit             | Homme politique jordanien.                                                                    | 76    | (en)   |
| 7 octobre         | Terence Davies                | Cinéaste britannique.                                                                         | 77    | (en)   |
| 7 octobre         | Reiner Goldberg               | Artiste lyrique allemand.                                                                     | 83    | (de)   |
| 7 octobre         | Eric Griffin                  | Boxeur américain.                                                                             | 55    | (en)   |
| 7 octobre         | Phyllis Latour                | Membre du Special Operations Executive (SOE) sud-africaine.                                   | 102   | (en)   |
| 7 octobre         | Ofir Libstein                 | Homme politique israélien.                                                                    | 49/50 | (he)   |
| 7 octobre         | Oldřich Pelčák                | Cosmonaute et ingénieur tchécoslovaque puis tchèque.                                          | 79    | (cs)   |
| 7 octobre         | Tenjen Sherpa                 | Himalayiste et guide népalais.                                                                | 36    | (en)   |
| 7 octobre         | Viviane Silver                | Militante pour la paix canado-israélienne.                                                    | 74    | (en)   |
| 7 octobre         | Ellen Tittel                  | Athlète allemande, spécialiste des courses de demi-fond.                                      | 75    | (de)   |
| 7 octobre         | Jacqueline M.C. Thomas        | Ethnolinguiste et chercheuse française.                                                       | 92    |        |
| 6 octobre         | Maurice Bourgue               | Hautboïste et chef d'orchestre français.                                                      | 83    |        |
| 6 octobre         | Nicholas Crafts               | Économiste, historien et professeur d'université britannique.                                 | 74    | (en)   |
| 6 octobre         | Loren Cunningham              | Évangéliste américain.                                                                        | 88    | (en)   |
| 6 octobre         | Giuseppe Da Prato             | Mathématicien italien.                                                                        | 87    | (it)   |
| 6 octobre         | Stélios Faïtákis              | Peintre grec.                                                                                 | 47    | (el)   |
| 6 octobre         | Daniel Giraud                 | Essayiste, traducteur et poète libertaire français.                                           | 77    |        |
| 6 octobre         | Victoire Jasmin               | Femme politique française.                                                                    | 67    |        |
| 6 octobre         | Atila Pesyani                 | Acteur de cinéma, de théâtre, et de télévision iranien.                                       | 66    | (en)   |
| 6 octobre         | Susan Thomas                  | Femme d'affaires et politique britannique.                                                    | 87    | (en)   |
| 6 octobre         | Jean-Pierre Védrines          | Écrivain français.                                                                            | 81    |        |
| 5 octobre         | Jonathan Beare                | rameur canadien, médaillé de bronze aux Jeux olympiques d'été de 2008.                        | 49    | (en)   |
| 5 octobre         | Piotr Klemensiewicz           | Peintre et sculpteur français d'origine polonaise.                                            | 67    |        |
| 5 octobre         | Dick Butkus                   | Joueur de football américain.                                                                 | 80    | (en)   |
| 5 octobre         | Jacques Chonchol              | Homme politique chilien.                                                                      | 97    | (es)   |
| 5 octobre         | Wojciech Sadley               | Artiste peintre polonais.                                                                     | 91    | (pl)   |
| 5 octobre         | Sidney                        | Dessinateur de bande dessinée belge.                                                          | 91    |        |
| 5 octobre         | Romano Voltolina              | Joueur de football italien.                                                                   | 85    | (it)   |
| 4 octobre         | Giánnis Ioannídis             | Joueur et entraîneur de basket-ball et homme politique grec.                                  | 78    | (el)   |
| 4 octobre         | Héctor Mayagoitia Domínguez   | Homme politique mexicain.                                                                     | 100   | (es)   |
| 4 octobre         | Dominique Perrier             | Compositeur, arrangeur et interprète de musique électronique français.                        | 73    |        |
| 4 octobre         | Boris M. Schein               | Mathématicien russo-américain.                                                                | 85    | (en)   |
| 4 octobre         | Telesphore Toppo              | Cardinal indien.                                                                              | 83    | (en)   |
| 4 octobre         | Shawna Trpcic                 | Costumière américaine.                                                                        | 56    | (en)   |
| 4 octobre         | Claudine Vierstraete          | Cycliste sur route belge.                                                                     | 63    | (en)   |
| 3 octobre         | Jean-Pierre Elkabbach         | Journaliste et éditorialiste français.                                                        | 86    |        |
| 3 octobre         | Johannes Kühn                 | Poète, dramaturge, écrivain allemand.                                                         | 89    | (de)   |
| 3 octobre         | Patrice Lecornu               | Footballeur international français.                                                           | 65    |        |
| 3 octobre         | Jean Molla                    | Footballeur français.                                                                         | 90    |        |
| 3 octobre         | Alena Nádvorníková            | Poétesse, peintre et historienne de l'art tchécoslovaque puis tchèque.                        | 90    |        |
| 3 octobre         | Giulio Quercini               | Politicien italien.                                                                           | 81    | (it)   |
| 3 octobre         | Jacques Valade                | Politicien français.                                                                          | 93    |        |
| 3 octobre         | Khochbakht Youssifzadé        | Académicien azerbaïdjanais.                                                                   | 93    | (en)   |
| 2 octobre         | Guy Briet                     | Entraîneur de football français.                                                              | 87    |        |
| 2 octobre         | Marie-Daniel Dadiet           | Prélat ivoirien.                                                                              | 71    | (en)   |
| 2 octobre         | Francis Lee                   | Footballeur international anglais.                                                            | 79    | (en)   |
| 2 octobre         | Alice Shalvi                  | Professeure israélienne.                                                                      | 96    | (en)   |
| 2 octobre         | Naoki Takashima               | Homme politique japonais.                                                                     | 73    | (ja)   |
| 2 octobre         | Geneviève Viney               | Juriste française.                                                                            | 86    |        |
| 2 octobre         | Giacomo Zampieri              | Cycliste sur route italien.                                                                   | 99    | (it)   |
| 1er octobre       | Julian Bahula                 | Musicien sud-africain.                                                                        | 85    | (en)   |
| 1er octobre       | Russ Francis                  | Joueur de football américain, catcheur et animateur de radio américain..                      | 70    |        |
| 1er octobre       | Patricia Janečková            | Chanteuse d'opéra slovaque.                                                                   | 25    |        |
| 1er octobre       | Kim Yong-il                   | Diplomate nord-coréen.                                                                        | 76    | (en)   |
| 1er octobre       | Doug Larsen                   | Homme politique et homme d'affaires américain.                                                | 47    | (en)   |
| 1er octobre       | Frank McDougall               | Footballeur britannique.                                                                      | 65    | (en)   |
| 1er octobre       | Robert Misrahi                | Philosophe français.                                                                          | 97    |        |
| 1er octobre       | Tim Wakefield                 | Lanceur droitier de baseball américain.                                                       | 57    | (en)   |
| 1er octobre       | Beverly Willis                | Architecte américaine.                                                                        | 95    | (en)   |
| date indéterminée | Jean-Pierre Balmer            | Pilote automobile suisse.                                                                     | 71    |        |
| date indéterminée | Réjane Magloire               | Chanteuse et actrice américano-congolaise                                                     | 58    | (en)   |
| date indéterminée | Nonggirrnga Marawili          | Artiste peintre et graveuse aborigène d'Australie                                             | ?     | (en)   |